# San Pedro de Chunan (distrito)
San Pedro de Chunan é um distrito da província de Jauja, localizado do Departamento de Junín, Peru.

## Transporte
O distrito de San Pedro de Chunan não é servido pelo sistema de estradas terrestres do Peru.